# Joseph Owen Zurhellen jr.
Joseph Owen Zurhellen jr. (New York, 8 juli 1920 - 5 november 1990) was een Amerikaans diplomaat. Van 1976 tot 1978 was hij de eerste Amerikaanse ambassadeur in Suriname.

## Biografie
Nadat hij in 1943 afstudeerde aan de Columbia-universiteit ging Owen Zurhellen in dienst bij het marinekorps. Vervolgens trad hij in 1946 in dienst van het ministerie van Buitenlandse Zaken.
Op 18 februari 1976 werd hij benoemd tot ambassadeur van Suriname, enkele maanden na de Surinaamse onafhankelijkheid op 25 november 1975. Hij overhandigde zijn geloofsbrieven op 25 maart 1976 en bleef op zijn post tot 2 juni 1978. Zijn voorganger, Robert Flanagin, had de rang van zaakgelastigde, waarmee Zurhellen de eerste ambassadeur van de Verenigde Staten in de Surinaamse geschiedenis is geworden.
Na zijn vertrek uit Paramaribo werd hij docent politicologie aan het Manhattanville College in Purchase, New York. Hij overleed in november 1990. Owen Zurhellen is 70 jaar oud geworden.